# Elaenia olivina
Az Elaenia olivina a madarak osztályának verébalakúak (Passeriformes) rendjébe a királygébicsfélék (Tyrannidae) családjába tartozó faj.

## Rendszerezése
A fajt Osbert Salvin és Frederick DuCane Godman írták le 1884-ben. Sorolják az Elaenia pallatangae faj alfajaként Elaenia pallatangae olivina néven is.

## Előfordulása
Dél-Amerika északi részén, Brazília, Guyana és Venezuela területén honos. Természetes élőhelyei a szubtrópusi és trópusi síkvidéki és hegyi esőerdők, cserjések, valamint legelők és másodlagos erdők. Állandó, nem vonuló faj.

## Természetvédelmi helyzete
Az elterjedési területe nagyon nagy, egyedszáma pedig stabil. A Természetvédelmi Világszövetség Vörös listáján nem fenyegetett fajként szerepel.